# Jacques Lavédrine
Jacques Lavédrine, né le 1er février 1925 à Saint-Éloy-les-Mines (Puy-de-Dôme) et mort le 29 juin 2006 à Issoire, est un homme politique français. Lavédrine est député du Puy-de-Dôme entre 1978 et 1993.

## Biographie
En 1977, il est élu maire d'Issoire sur une liste qui regroupe des socialistes, des communistes et des radicaux de gauche. Il parvient à garder son siège, en 1983, à la tête d'une liste d'union de la gauche avant de le perdre face à un candidat RPR en 1989.
Il se fait remarquer en 1989 en arrivant à l'Assemblée nationale avec le député Edmond Vacant coiffé d'un foulard sur lequel est imprimé la déclaration des droits de l'homme afin de protester contre le discours de Lionel Jospin lors d'une affaire sur le voile islamique.

## Détail des fonctions et des mandats
Mandats parlementaires
- 19 mars 1978 - 22 mai 1981 : Député de la 3e circonscription du Puy-de-Dôme
- 14 juin 1981 - 1er avril 1986 : Député de la 3e circonscription du Puy-de-Dôme
- 16 mars 1986 - 14 mai 1988 : Député du Puy-de-Dôme
- 12 juin 1988 - 1er avril 1993 : Député de la 4e circonscription du Puy-de-Dôme